# Nenad Đorđević
Nenad Đorđević (n. 7 august 1979) este un fotbalist sârb.

## Statistici
| Serbia | Serbia  | Serbia |
| An     | Meciuri | Goluri |
| ------ | ------- | ------ |
| 2002   | 2       | 0      |
| 2003   | 6       | 0      |
| 2004   | 3       | 0      |
| 2005   | 3       | 1      |
| 2006   | 3       | 0      |
| Total  | 17      | 1      |